# Grenoble Foot 38
A Grenoble Foot 38 egy a francia labdarúgó-bajnokság első osztályában szereplő csapat. Székhelye Grenoble-ban található. Klubszínei a kék és a fehér.

## Története
A klubot 1892-ben alapították Football Club de Grenoble néven. 1997-ben jött létre mai formájában az Olympique Grenoble Isère és a Norcap Olympique fúziójaként. Az Olympique Grenoble Isère már játszott a francia labdarúgó-bajnokság első osztályában az 1960–1961 és az 1962–1963-as szezonban. 2008 februárjában adták át új stadionjukat, a 20 000 férőhelyes Stade des Alpes-ot.

## Jelenlegi keret
2009. július 24-i állapot.
| #  |         | Poszt | Név              |
| -- | ------- | ----- | ---------------- |
| 1  | francia | K     | Jody Viviani     |
| 2  | francia | KP    | Laurent Courtois |
| 3  | francia | V     | Sandy Paillot    |
| 5  | francia | V     | Martial Robin    |
| 6  | togo    | KP    | Alaixys Romao    |
| 8  | francia | KP    | Sofiane Feghouli |
| 9  | horvát  | CS    | Josip Tadic      |
| 10 | francia | KP    | Laurent Batlles  |
| 12 | szlovén | V     | Boštjan Cesar    |
| 14 | tunézia | V     | David Jemmali    |
| 15 | szerb   | V     | Zoran Rendulic   |
| 17 | algéria | CS    | Nassim Akrour    |
| 18 | francia | KP    | Laurent Macquet  |

| #  |         | Poszt | Név               |
| -- | ------- | ----- | ----------------- |
| 19 | kamerun | CS    | Pierre Boya       |
| 20 | japán   | CS    | Sho Ito           |
| 22 | japán   | KP    | Daisuke Matsui    |
| 24 | francia | KP    | Jimmy Juan        |
| 26 | francia | CS    | Yoric Ravet       |
| 27 | szerb   | V     | Milivoje Vitakić  |
| 29 | francia | V     | Jimmy Mainfroi    |
| 30 | francia | K     | Ronan Le Crom     |
| 31 | német   | CS    | Mustafa Kučuković |
| 32 | francia | K     | Brice Maubleu     |
| 33 | francia | CS    | Yoric Ravet       |
| ?  | francia | KP    | Jonathan Tinhan   |
| ?  | francia | V     | Hugo Cianci       |
| ?  | Szerb   | CS    | Danijel Ljuboja   |

## A klub edzői
- 1945-1946 : J. Dewaquez
- 1953-1954 : R. Lacoste
- 1957-1958 : G. Dupraz
- 1958-1963 : A. Fornetti
- 1963-1967 : A. Batteux
- 1967-1970 : R. Abad
- 1970-1971 : R. Gardien
- 1971-1972 : J. Donnard
- 1972-1975 : R. Garcin
- 1975-1978 : J. Deloffre
- 1978-1980 : R. Belloni
- 1980-1981 : M. Lafranceschina
- 1981-1983 : J. Djorkaeff
- 1983-1985 : C. Le Roy
- 1985-1986 : R. Buigues
- 1986-1989 : C. Dalger
- 1989-1990 : P. Parizon
- 1990-1991 : N. Tosi
- 1991-1993 : B. Simondi
- 1993-1994 : B. David
- 1994-1995 : C. Letard
- 1995-1996 : É. Geraldes
- 1996-1997 : B. Simondi
- 1997-2001 : A. Michel
- 2001-2003 : M. Westerloppe
- 2002-2004 : A. Michel
- 2004-2006 : T. Goudet
- 2006-2007 : Y. Pouliquen
- 2007-... : M. Bazdarevic

## Névváltozatai
- Football Club de Grenoble 1892 (1892-1977)
- Football Club Association Sportive de Grenoble (1977-1984)
- Football Club de Grenoble Dauphiné (1984-1990)
- Football Club de Grenoble Isère (1990-1992)
- Football Club de Grenoble Jojo Isère (1992-1993)
- Olympique Grenoble Isère (1993-1997)
- Grenoble Foot 38 (1997-...)

## Támogatóik
- 1975-1980 : Carrefour
- 1980-1982 : RMO
- 1982-1986 : Crédit agricole
- 1997-2001 : Dalkia
- 2001-2004 : Vicat
- 1997-2004 : Sodexho
- 2004-2005 : France Télévisions
- 2006-2009 : Index Corporation
- 2007-2008 : ISS
- 2008-2009 : Index Corporation

## A klub legendás játékosai
- Youri Djorkaeff

## Külső hivatkozások
- A Grenoble Foot 38 hivatalos honlapja (franciául)